# 汉韩大辞典
汉韩大辞典是汉字-谚文辞典的统称，最知名的版本是檀国大学东方研究院编写的，其编订始于1977年6月，成书于2008年10月28日，含有53,667个汉字和420,269个复合词。共花费310亿韩元，或2500万美元。辞典分16卷（含1卷目录），总页数超过2万。
除汉韩大辞典之外，1966年，檀国大学还编写了《朝鲜汉字辞典》，分4卷、4,410多页。该词典“记录了朝鲜人自造的汉字（182个）和朝鲜人所用的汉语词汇（8.4万个）”。

## 历史
由于起初没有直接的汉-韩辞典，大多数朝鲜学者只能借外文-汉语辞典来释读汉语文献。校长张忠植博士任命朝鲜文学的权威李羲承为檀国大学东方研究院院长。辞典的编写始于1978年。最初，大学经历了财政危机，不得不暂停了计划，后来有学者劝说校长恢复了计划进行。2009年，檀国大学出版了《汉韩大辞典》第一版，共有20万人为此书花费了132,800天，檀国大学学者继续进行辞典增补工作。现存的外语-汉语大辞典有：
- 《漢語大詞典》: 2.3万字，37万词
- 《中文大辭典》: 5万字，40万词
- 《大漢和辞典》：50,305字，54万个词[3][4]
- 《汉语大字典》（第二版）：60,370字[5]

## 其他
繁体字辞典是获取和理解以中国文学为基础的传统人文学科的重要工具。第一次试图编写繁体字字典的完整尝试由诸桥辙次做出，他在中国旅居期间认识到了编写汉-和辞典的需求。他的手稿毁于二战，出版商倒闭。过了32年，《大汉和辞典》才正式出版。位于台湾的中华学术院與國防研究院合作，用十年时间编写了《中文大辞典》。1975年，中国大陆也开始了编写汉语词典的计划。编写委员会联合了43所大学，以及全国上下许多研究机构和学者，1993年出版了12卷的《汉语大辞典》。